# Jorgos Alkieos
Jorgos Alkieos (gr. Γιώργος Αλκαίος), właśc. Jorgos Wasiliu (gr. Γιώργος Βασιλείου; ur. 24 grudnia 1971 w Atenach) – grecki piosenkarz.

## Życiorys
Urodził się w Atenach, jest synem Janisa Wasiliu i Marii Rodrigues Griggs; matka jest Portugalką, ojciec – greckim piosenkarzem. Zaraz po urodzeniu przeniósł się z rodziną do Bostonu, gdzie mieszkał przez trzy lata. Po rozwodzie rodziców zamieszkał z ojcem w Salonikach. W wieku 12 lat podjął swoją pierwszą pracę. Gdy był nastolatkiem, wyjechał na obóz integracyjny do Warimbombi, gdzie zaczął wykazywać zainteresowanie muzyką. W trakcie zjazdów, na które jeździł przez kolejne cztery lata, występował w wydarzeniach muzycznych i teatralnych. W wieku 16 lat porzucił szkołę średnią, aby rozpocząć studia muzyczne.
Profesjonalną karierę muzyczną rozpoczął we wrześniu 1989 udziałem w reality show Ela sto fos w telewizji ERT. Latem 1990 zwyciężył w castingu do spektaklu Sofoklis 'Antygona, rok później wyruszył z piosenkarzem Christosem Dantisem w trasę koncertową po Grecji. We wrześniu 1991 wystąpił z utworem „Den me teleis tolmiro” – pod pseudonimem Jorgos Alkieos – w Konkursie Piosenki w Salonikach. Poza tym pisał muzykę dla innych piosenkarzy, takich jak m.in. Alexia czy Notis Sfakianakis, dla którego napisał przebój „Opa Opa”. W 1992 wydał solowy singiel „Ti, ti”, którym promował swój debiutancki album pt. Me ligo...trak. W kolejnych latach wydał płyty: Ach! Kita me  (1993), Den pirazi (1994), Anef logu (1995), Endos aaftu (1996) i En psichro (1997). W 1997 wydał album kompilacyjny pt. Mejales epitichies, na którym umieścił swoje najpopularniejsze utwory.

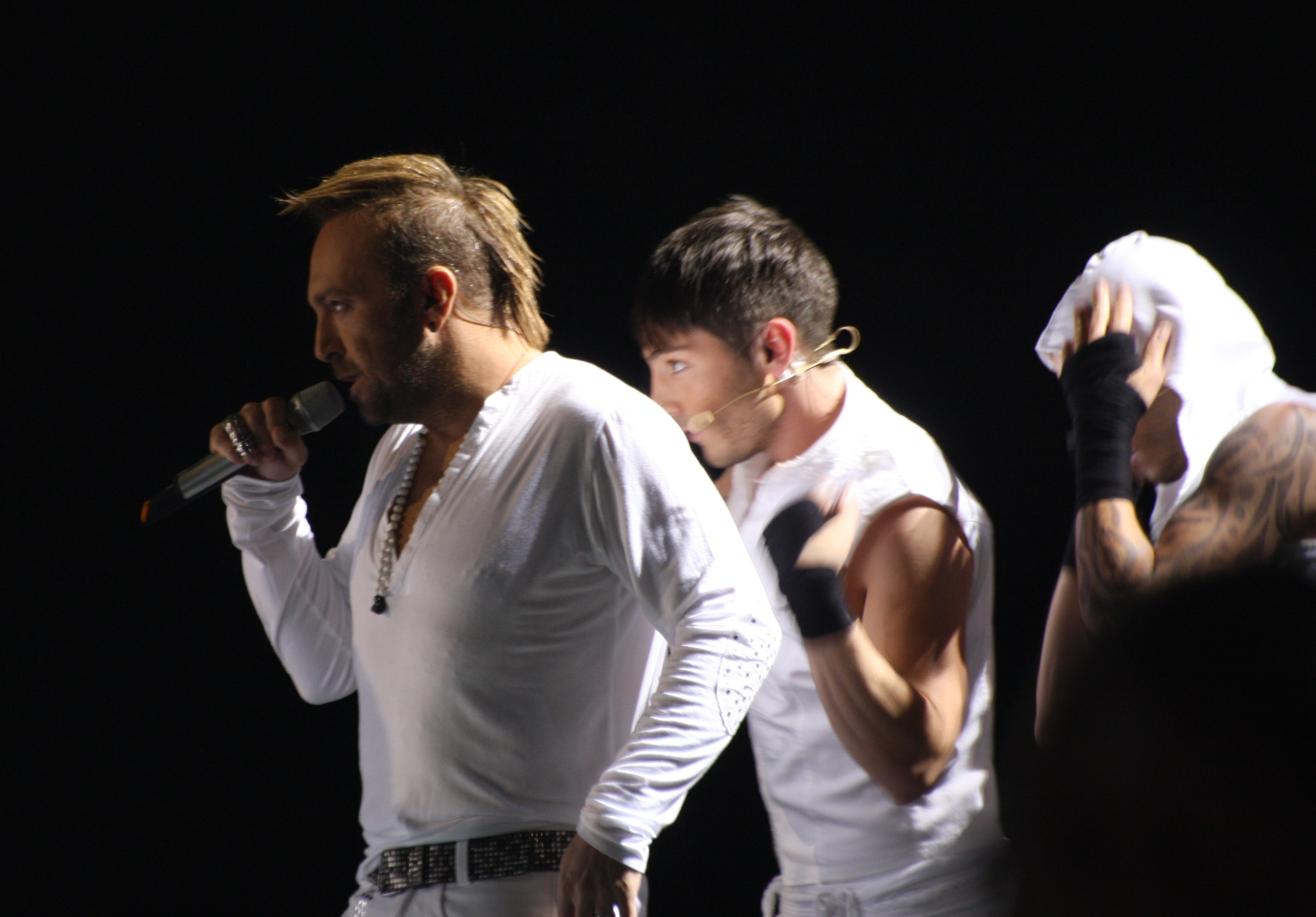
Alkieos podczas 55. Konkursu Piosenki Eurowizji (2010)

W 1998 podpisał kontrakt z wytwórnią płytową Sony Music, pod szyldem której wydały albumy: Ichi siopis !(1998), Sirmatoplegma (1999), Pro ton pilon (2000) i Oksijono (2001), a także składankę przebojów pt. Jorgos Alkieos (2000). W 2003 podpisał kontrakt z wytwórnią Alpha Records, pod której szyldem wydał album pt. Komatia psichis i płytę koncertową – Live Tour (2005). W 2006 podpisał kontrakt z wytwórnią Virus Music, z którą wydał albumy: Nichtes apo fos (2006) i Elefteros (2007). 
W listopadzie 2008 razem z Dionisisem Schinasem założył wytwórnię płytową Friends Music Factory. W 2010, reprezentując Grecję z utworem „Opa!”, zajął ósme miejsce w finale 55. Konkursu Piosenki Eurowizji w Oslo, a także wydał album pt. Jorgos Alkieos Music.

## Dyskografia
| Albumy studyjne - Me ligo...trak (1992) - Ach! Kita me (1993) - Den pirazi (1994) - Anef logu (1995) - Endos aaftu (1996) - En psichro (1997) - Ichi siopis (1998) - Sirmatoplegma (1999) - Pro ton pilon (2000) - Oksijono (2001) - Komatia psichis (2003) - Nichtes apo fos (2006) - Elefteros (2007) - Jorgos Alkieos Music (2010) | Albumy kompilacyjne - Mejales epitichies (1997) - Jorgos Alkieos (2000) Albumy koncertowe - Live Tour (2005) |